# 帕爾馬 (愛達荷州)
帕爾馬（英語：Parma）是一個位於美國愛達荷州坎寧縣的城市。

## 地理
帕爾馬的座標為43°47′10″N 116°56′34″W / 43.78611°N 116.94278°W，而該地的平均海拔高度為680米（即2231英尺）。

## 人口
根據2010年美國人口普查的數據，帕爾馬的面積為2.85平方千米，當中陸地面積為2.83平方千米，而水域面積為0.02平方千米。當地共有人口1983人，而人口密度為每平方千米695.79人。